# Franc Frac e Giancanino
Franc Frac e Giancanino (Tennessee Tuxedo and His Tales) è una serie animata statunitense andata originalmente in onda sul canale televisivo CBS dal 1963 al 1966. È stata prodotta dalla Total Television, conosciuta per aver prodotto Le avventure di re Leonardo e Ughetto - Cane perfetto.
In Italia è stata trasmessa all'interno della serie Ughetto - Cane perfetto.

## Personaggi
- Franc Frac, il pinguino
- Giancanino, il tricheco

## Episodi
1. Mixed-Up Mechanics
2. Rainmakers
3. The Lamplighters
4. Telephone Terrors
5. The Giant Clam Caper
6. Tick Tock
7. Scuttled Sculpture
8. Snap That Picture
9. Zoo's News
10. Aztec Antics
11. Coal Minors
12. Hot Air Heroes
13. Irrigation Irritation
14. TV Testers
15. By The Plight Of The Moon
16. Lever Levity
17. The Bridge Builders
18. Sail On, Sail On
19. Tell-Tale Telegraph
20. Howl, Howl, The Gang's All Here
21. Getting Steamed Up
22. Rocket Ruckus
23. Tale Of A Tiger
24. Dog Daze
25. Brushing Off A Toothache
26. The Treasure of Jack & The Joker
27. Funny Honey
28. A Wreck Of A Record
29. Miner Forty-Niner
30. Helicopter Hi-Jinks
31. Oil's Well
32. Parachuting Pickle
33. Wish Wash
34. Private Eye Detectives
35. The Eyes Have It
36. Madcap Movie Makers
37. Snow Go
38. Brain Strain
39. The Big Question
40. Rocky Road To Diamonds
41. Hooray X-Ray
42. Food Feud
43. How Does Your Garden Grow?
44. Perils Of Platypus
45. Hail To The Chief
46. Physical Fitness
47. Playing It Safe
48. House Painters
49. Admiral Tennessee
50. Three Ring Circus
51. The Big Drip
52. Boning Up On Dinosaurs
53. Smilin' Yak's Sky Service
54. Teddy Bear Trouble
55. Sword Play
56. The Romance Of Plymouth Rock
57. Phunnie Munnie
58. The Zoolympics
59. The Tree Trimmers
60. The Goblins Will Get You
61. Going Up
62. The Cheap Skates
63. Monster From Another Park
64. Signed And Sealed
65. The Barbers
66. Catch A Falling Hammock
67. Peace And Quiet
68. There Auto Be A Law
69. Samantha
70. Telescope Detectives